# L'immagine del desiderio
L'immagine del desiderio (La femme de chambre du Titanic) è un film del 1997 diretto da Bigas Luna e interpretato da Olivier Martinez, Aitana Sánchez-Gijón e Romane Bohringer. Basato sul romanzo La cameriera del Titanic (La femme de chambre du Titanic) di Didier Decoin, che a sua volta si ispira alla vicenda del tragico viaggio inaugurale del transatlantico Titanic.

## Trama
Lorena (Francia), 1912: Horty, operaio in una fonderia, vince un concorso interno alla sua fabbrica che mette in palio un viaggio a Southampton per poter assistere alla partenza del viaggio inaugurale del transatlantico Titanic. Una volta giunto nella città inglese, Horty conosce una giovane donna molto affascinante, che bussa alla porta della sua camera d'albergo dicendogli di essere una cameriera che sta per imbarcarsi sul Titanic e che ha bisogno di un posto dove dormire, non essendoci alcuna stanza libera in loco.
Il mattino seguente, Horty si risveglia da solo: la ragazza sembra infatti essere scomparsa nel nulla. Il giovane riesce tuttavia a rivederla in lontananza un ultimo istante e a ottenere da un venditore ambulante una foto di lei, venendo anche a sapere il suo nome, Marie.
Tornato a casa, Horty - grazie anche all'immagine che gli rimane di Marie - inizia a fantasticare sul conto della ragazza (che nel frattempo lui crede essere morta nel naufragio del Titanic), immaginando una travolgente storia d'amore con lei, storia che non esita a raccontare con dovizia di particolari (tutti, ovviamente, inventati) agli amici del bar, anche perché stizzito per le voci che si rincorrono su una probabile relazione tra la moglie Zoé e il titolare della fonderia in cui entrambi lavorano.
La "romantica" vicenda viene alle orecchie di un certo Zeppe, direttore di una piccola compagnia teatrale, il quale convince Horty a raccontare la sua storia durante alcuni spettacoli. Proprio durante una di queste serate, Horty viene a conoscere la vera "identità" di Marie, la quale non è altro che non una ladruncola da quattro soldi, che assieme al marito si guadagna da vivere pretendendo una percentuale sull'incasso di tali spettacoli: e anche Horty è costretto a versare alla giovane la sua parte, prima di vedere Marie sparire per sempre dalla sua vita.

## Produzione
Le riprese del film si sono svolte in Italia, a Trieste nella zona del porto vecchio e della ferriera.
Le scene ambientate a teatro sono state girate invece a Nardò in provincia di Lecce nel Teatro Comunale.

## Distribuzione
In Francia, con il titolo La femme de chambre du Titanic, il film è uscito nelle sale il 5 novembre 1997, in Italia, il 29 maggio 1998, distribuito dalla Medusa Film. In Spagna è uscito con il titolo La camarera del Titanic.

## Riconoscimenti
- 1998 - Premio Goya
  - Miglior sceneggiatura non originale
  - Migliori costumi